# Zhao Shanshan
Zhao Shanshan (chiń. 赵姗姗; ur. 2 marca 1987) – chińska narciarka, specjalistka narciarstwa dowolnego. Najlepszy wynik na mistrzostwach świata osiągnęła podczas mistrzostw w Ruka, gdzie zajęła 23. miejsce w skokach akrobatycznych. Nie startowała na igrzyskach olimpijskich. Najlepsze wyniki w Pucharze Świata osiągnęła w sezonie 2008/2009, kiedy to zajęła 19. miejsce w klasyfikacji generalnej, a w klasyfikacji skoków akrobatycznych była szósta.

## Sukcesy

### Mistrzostwa świata
| Miejsce | Dzień    | Rok  | Miejscowość          | Konkurencja        | Zwycięzca |
| ------- | -------- | ---- | -------------------- | ------------------ | --------- |
| 23.     | 18 marca | 2005 | Ruka                 | Skoki akrobatyczne | Li Nina   |
| DNS.    | 10 marca | 2007 | Madonna di Campiglio | Skoki akrobatyczne | Li Nina   |

### Puchar Świata

#### Miejsca w klasyfikacji generalnej
- 2003/2004 – 75.
- 2004/2005 – 64.
- 2005/2006 – 69.
- 2006/2007 – 49.
- 2007/2008 – 53.
- 2008/2009 – 19.
- 2010/2011 – 18. Stan na 22 grudnia 2010

#### Miejsca na podium
1. Changchun – 16 grudnia 2005 (Skoki akrobatyczne) – 2. miejsce
2. Changchun – 20 grudnia 2008 (Skoki akrobatyczne) – 1. miejsce
3. Mont Gabriel – 25 stycznia 2009 (Skoki akrobatyczne) – 3. miejsce

- W sumie 1 zwycięstwo, 1 drugie i 1 trzecie miejsce.